# Liste de groupes de mathcore
Cet article est une liste de groupes de mathcore classés par ordre alphabétique.

## Liste
| Arcane Roots,              | Royaume-Uni |
| Architects,                | Royaume-Uni |
| Bear                       | Belgique    |
| Between the Buried and Me, | États-Unis  |
| Botch,                     | États-Unis  |
| Coalesce                   | États-Unis  |
| Converge,                  | États-Unis  |
| Daughters                  | États-Unis  |
| The Dillinger Escape Plan, | États-Unis  |
| The End,                   | Canada      |
| Every Time I Die           | États-Unis  |
| The Fall of Troy,          | États-Unis  |
| Inevitable End,            | Suède       |
| Ion Dissonance,            | Canada      |
| Iwrestledabearonce         | États-Unis  |
| Norma Jean,                | États-Unis  |
| Protest the Hero,          | Canada      |
| Psyopus,                   | États-Unis  |
| SikTh,                     | Royaume-Uni |
| Textures                   | Pays-Bas    |
| War from a Harlots Mouth,  | Allemagne   |